# Skonto FK
A Skonto FK, teljes nevén Skonto futbola klubs lett labdarúgócsapat. A klubot 1991-ben alapították Forums-Skonto néven, székhelyük a főváros, Riga. Pénzügyi gondok miatt 2016-ban megszűnt.

## Története
A klubot 1991-ben alapították. Ezt követően 14 éven keresztül folyamatosan megnyerte a bajnokságot. 2005-ben ez a sorozat megszakadt, ekkor másodikak lettek. A következő évben a harmadik helyen végeztek. A Skonto ezenkívül hétszeres kupagyőztes, legutóbb 2002-ben tudtak győzni.
1998-ban a csapat rekordnak számító, 15–2-es győzelmet aratott az FK Valmiera felett. Ebben az időben ez a klub adta a válogatott keretének zömét. Ezek a játékosok voltak többek között Māris Verpakovskis, Marians Pahars, Aleksandrs Koliņko, Vitālijs Astafjevs, Igors Stepanovs, Imants Bleidelis, Juris Laizāns, Mihails Zemļinskis, Valentīns Lobaņovs vagy Andrejs Rubins.
14 éves sorozatuk alatt a legizgalmasabb küzdelmet 2001-ben produkálták, ugyanis ebben a szezonban az utolsó fordulóban még az FK Ventspils vezetett 2 ponttal. A Ventspils végül nem tudott élni a lehetőséggel, vereséget szenvedett, a Skonto pedig győzött, így ekkor is bajnok lett.
Nemzetközi szintéren első említésre méltó győzelmüket az Aberdeen FC ellen aratták 1994-ben. Később több nagycsapat ellen is sikerült jó eredményt elérniük, többek között az Barcelonával és az Internazionale ellen is sikerült döntetlent elérniük.

## Sikerek
- Virslīga győztes (15)
  - 1991, 1992, 1993, 1994, 1995, 1996, 1997, 1998, 1999, 2000, 2001, 2002, 2003, 2004, 2010

- A Lettországi SZSZK győztese (1)
  - 1991

- Kupagyőztes (7)
  - 1992, 1995, 1997, 1998, 2000, 2001, 2002

- Kupadöntő (6)
  - 1991, 1996, 1999, 2003, 2004, 2006

- Livonia-kupa győztes (3)
  - 2003, 2004, 2005

## Az eddigi szezonok
- 2008 – 3.
- 2007 – 4.
- 2006 – 3.
- 2005 – 2.
- 2004 – Bajnok
- 2003 – Bajnok
- 2002 – Bajnok
- 2001 – Bajnok
- 2000 – Bajnok
- 1999 – Bajnok
- 1998 – Bajnok
- 1997 – Bajnok
- 1996 – Bajnok
- 1995 – Bajnok
- 1994 – Bajnok
- 1993 – Bajnok
- 1992 – Bajnok
- 1991 – Bajnok

## Mérkőzések a Bajnokok Ligájában
- 2005
  - 1. selejtezőkör
    - Júl 13 FK Rabotnicski (Macedónia) 0:6
    - Júl 20 Rabotnicski Skopje 1:0
- 2004
  - 1. selejtezőkör
    - Júl 14 Rhyl (Wales) 4:0
    - Júl 21 Rhyl 3:1

  - 2. selejtezőkör
    - Júl 28 Trabzonspor (Törökország) 1:1
    - Aug 04 Trabzonspor 0:3
- 2003
  - 1. selejtezőkör
    - Júl 16 Sliema Wanderers (Málta) 0:2
    - Júl 23 Sliema Wanderers 3:1
- 2002
  - 1. selejtezőkör
    - Júl 17 Barry Town (Wales) 5:0
    - Júl 24 Barry Town 1:0

  - 2. selejtezőkör
    - Júl 31 Levszki Szófia (Bulgária) 0:0
    - Aug 07 Levski Sofia 0:2
- 2001
  - 1. selejtezőkör
    - Júl 11 F'91 Dudelange (Luxemburg) 6:1
    - Júl 18 F'91 Dudelange 0:1

  - 2. selejtezőkör
    - Júl 25 Wisła Kraków (Lengyelország) 1:2
    - Aug 01 Wisla Kraków 0:1
- 2000
  - 1. selejtezőkör
    - Júl 11 FK Shamkir (Azerbajdzsán) 2:1
    - Júl 18 FK Shamkir 1:4
- 1999
  - 1. selejtezőkör
    - Júl 14 Jeunesse d'Esch (Luxemburg) 2:0
    - Júl 21 Jeunesse d'Esch 8:0

  - 2. selejtezőkör
    - Júl 28 Rapid Bucureşti (Románia) 3:3
    - Aug 04 Rapid Bucureşti 2:1

  - 3. selejtezőkör
    - Aug 11 Chelsea (Anglia) 0:3
    - Aug 25 Chelsea 0:0
- 1998
  - 1. selejtezőkör
    - Júl 22 FK Dinama Minszk (Fehéroroszország) 0:0
    - Júl 29 FK Dinama Minszk 2:1

  - 2. selejtezőkör
    - Aug 12 Internazionale (Olaszország) 0:4
    - Aug 26 Internazionale 1:3
- 1997
  - 1. selejtezőkör
    - Júl 23 Valletta (Málta) 1:2
    - Júl 30 Valletta FC 2:0

  - 2. selejtezőkör
    - Aug 13 FC Barcelona (Spanyolország) 2:3
    - Aug 27 FC Barcelona 0:1
- 1996
  - 1. selejtezőkör
    - Júl 23 Valletta (Málta) 1:2
    - Júl 30 Valletta FC 2:0

  - 2. selejtezőkör
    - Aug 13 FC Barcelona (Spanyolország) 2:3
    - Aug 27 FC Barcelona 0:1
- 1993
  - Selejtező
    - Aug 18 Olimpija Ljubljana (Szlovénia) 0:1
    - Szep 01 Olimpija Ljubljana 1:0 (11:10 tizenegyesekkel)

  - Első kör
    - Szep 15 Szpartak Moszkva (Oroszország) 0:5
    - Szep 29 Spartak Moscow 0:4
- 1992
  - Selejtező
    - Aug 19 KÍ Klaksvík (Feröer-szigetek) 3:1
    - Szep 02 KÍ Klaksvík 3:0

  - Első kör
    - Szep 15 Lech Poznań (Lengyelország) 0:2
    - Szep 29 Lech Poznań 0:0

### UEFA-kupa-mérkőzések
- 2007
  - 1. selejtezőkör
    - Júl 13 Dinamo Minsk (Fehéroroszország) 1:1
    - Júl 27 Dinamo Minsk 0:2
- 2006
  - 1. selejtezőkör
    - Júl 13 Jeunesse d'Esch (Luxemburg) 2:0
    - Júl 27 Jeunesse d'Esch 3:0

  - 2. selejtezőkör
    - Aug 10 Molde FK (Norvégia) 0:0
    - Aug 24 Molde FK 1:2
- 1999
  - 1. kör
    - Szep 16 Widzew Lódz (Lengyelország) 1:0
    - Szep 30 Widzew Lódz 0:2
- 1998
  - 1. kör
    - Szep 15 Gyinamo Moszkva (Oroszország) 2:2
    - Szep 29 Gyinamo Moszkva 2:3
- 1997
  - 1. kör
    - Szep 15 Real Valladolid (Spanyolország) 0:2
    - Szep 29 Real Valladolid 1:0
- 1996
  - Selejtező
    - Júl 17 Newtown FC (Wales) 4:1
    - Júl 24 Newtown FC 3:0

  - Kvalifikáció
    - Aug 06 Malmö FF (Svédország) 0:3
    - Aug 20 Malmö FF 1:1
- 1995
  - Selejtező
    - Aug 08 Maribor Branik (Szlovénia) 1:0
    - Aug 22 Maribor Branik 0:2
- 1994
  - Selejtező
    - Aug 09 Aberdeen FC (Skócia) 0:0
    - Aug 23 Aberdeen FC 1:1 (Idegenben lőtt több gól)

  - Első kör
    - Szep 13 SSC Napoli (Olaszország) 0:3
    - Szep 27 SSC Napoli 1:1

## Jelenlegi keret
2009. április 3. szerint.
| #  |        | Poszt | Név                  |
| -- | ------ | ----- | -------------------- |
| 1  | lett   | K     | Germans Malins       |
| 2  | lett   | V     | Sergejs Golubevs     |
| 3  | lett   | KP    | Raivis Hščanovičs    |
| 4  | grúz   | V     | Davit Gamezardasvili |
| 5  | lett   | V     | Sergejs Kožans       |
| 6  | lett   | KP    | Igors Kozlovs        |
| 7  | lett   | KP    | Aleksandrs Fertovs   |
| 8  | lett   | KP    | Olegs Laizans        |
| 9  | lett   | CS    | Kristaps Blanks      |
| 10 | grúz   | CS    | Vladimir Dvalisvili  |
| 11 | lett   | KP    | Andrejs Perepļotkins |
| 12 | Brazil | V     | Natans Žuniors       |

| #  |               | Poszt | Név                 |
| -- | ------------- | ----- | ------------------- |
| 13 | Türkmenisztán | V     | Ruslan Mingazow     |
| 15 | lett          | KP    | Igors Semjonovs     |
| 16 | lett          | K     | Vitalijs Melnicenko |
| 17 | lett          | V     | Ivans Lukjanovs     |
| 18 | lett          | V     | Vitālijs Smirnovs   |
| 19 | lett          | CS    | Igors Tarasovs      |
| 20 | lett          | V     | Danils Turkovs      |
| 21 | lett          | V     | Alans Sinelnikovs   |
| 22 | lett          | V     | Vadims Gailus       |
| 30 | lett          | K     | Vitalijs Artjomenko |

## Ismertebb játékosok
- Marians Pahars
- Māris Verpakovskis
- Aleksandrs Koliņko
- Igors Stepanovs
- Vitalijs Astafjevs
- Andrejs Rubins
- Mihails Zemļinskis
- Andrejs Štolcers
- Edgaras Jankauskas
- Audrius Kšanavičius

## Ismertebb vezetőedzők
- Marks Zahodins (1991–1992)
- Roberto Vincente (1993) megbízott
- Aleksandrs Starkovs (1993–2004)
- Jurijs Andrejevs (2004–2005)
- Paul Ashworth (2005–)

## Külső hivatkozások
- Hivatalos weboldal (lettül)